# Дитячий пісенний конкурс Євробачення 2025
Дитячий пісенний конкурс Євробачення 2025 (англ. Junior Eurovision Song Contest 2025) — стане 23-м конкурсом Дитячого Євробачення, організованим Європейською мовною спілкою (ЄМС) та Грузинським громадським мовником (GPB). Конкурс відбудеться в Грузії, після перемоги країни на Дитячому Євробаченні 2024 року з піснею «To My Mom» Андрія Путкарадзе. Грузія вдруге прийматиме конкурс, після першого проведення 2017 року.

## Місце проведення
На відміну від пісенного конкурсу «Євробачення», мовник-переможець дитячого конкурсу не здобуває автоматичне право на проведення наступного видання. Однак з 2011 року (за винятком 2012, 2015, 2018 і 2024 років) стало традицією, що переможці беруть на себе обов'язки з проведення конкурсу, а з 2019 року мовник-переможець має право першочергової відмови у проведенні наступного конкурсу. У 2024 році французькому мовнику France Télévisions було надане право проведення Дитячого Євробачення 2024, але зрештою мовник відмовився від нього.
16 листопада 2024 року, після перемоги в конкурсі 2024 року, директорка Грузинського суспільного мовника (GPB) Тінатін Бердзенішвілі заявила, що мовник розпочне переговори з ЄМС про проведення конкурсу 2025 року, хоча вона не підтвердила, чи дійсно країна буде його господарем.13 травня 2025 року офіційно підтвердили, що конкурс відбудеться в Тбілісі столиці Грузії, в Олімпійському палаці.

## Попередній список країн-учасниць
Право на участь у Дитячому пісенному конкурсі Євробачення вимагає, щоб національний мовник був активним членом ЄМС, здатним транслювати шоу через мережу Євробачення та в прямому ефірі по всій країні. ЄМС надає запрошення взяти участь у конкурсі всім активним членам.
Станом на серпень 2025 року мовники з наступних 18 країн публічно підтвердили свій намір взяти участь у конкурсі 2025 року:
| Країна             | Виконавці                        | Пісня                            | Мова                             | Прим.                |
| ------------------ | -------------------------------- | -------------------------------- | -------------------------------- | -------------------- |
| Азербайджан        |                                  |                                  |                                  |                      |
| Албанія            | Кроні Пула                       | «Fruta perime» «Фрукти й овочі»  | албанська                        | [ 4 ]                |
| Вірменія           |                                  |                                  |                                  | [ 5 ]                |
| Грузія             |                                  |                                  |                                  | [ 6 ]                |
| Ірландія           |                                  |                                  |                                  | [ 7 ] [ 8 ]          |
| Іспанія            | Ґонсало Пінільйос                |                                  |                                  | [ 9 ] [ 10 ]         |
| Італія             | Визначиться у вересні 2025 року  | Визначиться у вересні 2025 року  | Визначиться у вересні 2025 року  | [ 11 ] [ 12 ] [ 13 ] |
| Кіпр               |                                  |                                  |                                  | [ 14 ]               |
| Мальта             |                                  |                                  |                                  | [ 15 ]               |
| Нідерланди         | Визначиться 20 вересня 2025 року | Визначиться 20 вересня 2025 року | Визначиться 20 вересня 2025 року | [ 16 ] [ 17 ]        |
| Північна Македонія | Нела Манчеська                   |                                  |                                  | [ 18 ] [ 19 ]        |
| Польща             | Маріанна Клос                    |                                  |                                  | [ 20 ] [ 21 ]        |
| Португалія         | Інеш Гонсалвеш                   |                                  |                                  | [ 22 ] [ 23 ] [ 24 ] |
| Сан-Марино         | Визначиться у вересні 2025 року  | Визначиться у вересні 2025 року  | Визначиться у вересні 2025 року  | [ 25 ] [ 26 ]        |
| Україна            | Визначиться у жовтні 2025 року   | Визначиться у жовтні 2025 року   | Визначиться у жовтні 2025 року   | [ 27 ]               |
| Франція            |                                  |                                  |                                  | [ 28 ]               |
| Хорватія           | Марино Вргоч                     |                                  |                                  | [ 29 ] [ 30 ] [ 31 ] |
| Чорногорія         |                                  |                                  |                                  | [ 32 ]               |

### Відмовились
- Естонія — 11 грудня 2024 року естонська телекомпанія ERR підтвердила, що не братиме участі у конкурсі через скорочення бюджету.[33]
- Німеччина — 7 березня 2025 року німецький мовник Kika заявив про відмову від участі в конкурсі, проте підтвердив, що транслюватиме конкурс.[34][35]

## Інші країни

### Активні члени ЄМС
- Литва — 23 листопада 2023 року литовська телекомпанія LRT підтвердила, що розглядає можливість повернення до конкурсу вже у 2025 році після того, як було оголошено, що телекомпанія вперше після своєї відмови від участі в ньому покаже Дитяче Євробачення 2023[36]. Востаннє Литва брала участь у 2011 році.
- Норвегія — 7 січня 2024 року норвезька телекомпанія NRK оголосила, що вони розглядають можливість повернення до конкурсу у 2025 році, а в разі повернення буде проведений національний відбір[37]. Востаннє Норвегія брала участь 2005 року.
- Уельс — 16 листопада 2024 року валлійська національна телерадіокомпанія S4C підтвердила, що вони не брали участь у конкурсі 2024 року через пізню відмову Великої Британії на чолі з BBC, через що мовник Уельсу не мав достатньо часу, щоб знайти заявку та сформувати делегацію. Однак речник S4C заявив, що є перспектива участі у 2025 році, а представниця Уельсу 2018 року Манв заохочує повернення[38]. Востаннє Уельс був учасником Дитячого Євробачення у 2019 році.

## Трансляція
Усі мовники, що беруть участь, зобов'язані транслювати конкурс та можуть мати коментаторів на місці чи віддалено, які перекладають інформацію від ведучих та надають інформацію про голосування своїй місцевій аудиторії. Європейська мовна спілка також забезпечила міжнародну пряму трансляцію конкурсу через офіційний YouTube канал конкурсу без коментарів.
| Країна                      | Мовник                      | Канал                       | Коментатор(и)               | Прим.                       |
| Країни, що не беруть участь | Країни, що не беруть участь | Країни, що не беруть участь | Країни, що не беруть участь | Країни, що не беруть участь |
| --------------------------- | --------------------------- | --------------------------- | --------------------------- | --------------------------- |
| Німеччина                   | ARD/ZDF                     | Kika                        | Невідомо                    | [ 34 ]                      |